# Willie Colón
William Anthony Colón Roman (New York, 28 april 1950) is een Puerto Ricaans/Amerikaans trombonist, zanger, producer en activist. Hij stond van van 1966 tot 1983 onder contract bij Fania en speelde een grote rol in de popularisering van de New Yorkse salsa die in de jaren 70 de interesse voor Latijns-Amerikaanse muziek in de Verenigde Staten opwekte. In zijn periode bij Fania werkte Colón achtereenvolgens samen met Héctor Lavoe, Mon Rivera, Rubén Blades, Celia Cruz, Ismael Miranda en Soledad Bravo. Hij poseerde lange tijd op hoesfoto's als crimineel, maar schreef echter sociaal-politieke vraagstukken over de positie van latino's in de VS. Naast zijn muzikale carrière is Colón ook lid (geweest) van diverse comités en verenigingen; o.a. Latino Commission on AIDS, directielid van United Nations Immigrant Foundation, president van de Arthur Schomburg Coalition for a Better New York en sinds 2014 politiebeambte. In 2015 riep het blad Billboard hem uit tot een van de dertig invloedrijkste artiesten aller tijden.

## Biografie

### 1950-1966; jeugd
Colón is de kleinzoon van Puerto Ricaanse immigranten; hij groeide op in The Bronx en werd opgevoed door zijn grootmoeder Antonia. Colón kreeg voor zijn elfde verjaardag een trompet maar verruilde deze al snel voor een trombone en richtte zijn eerste band op waarmee hij in het tienercircuit optrad. 

### 1967-1975; samenwerking met Héctor Lavoe
Colón bracht in 1967 op 17-jarige leeftijd zijn eerste album uit op Fania; El Malo, vernoemd naar zijn geuzennaam omdat de andere Fania-artiesten hem een slecht trombonist vonden. Héctor Lavoe (1946-1993), die op het album zijn debuut maakte, was het aanvankelijk eens met die kritiek; dat veranderde echter bij het horen van nieuwe nummers. Colón zou uiteindelijk zeventien jaar samenwerken met Lavoe van wie hij de Spaanse taal leerde.
Na drie albums kwam de doorbraak met Cosa Nuestra dat eind 1969 werd uitgebracht en de hit Che Che Cole (oorspronkelijk een Ghanees kinderliedje). Cosa Nuestra en de reguliere opvolgers La Gran Fuga (1971), El Juicio (1972) en Lo Mato (1973) werden alle vier met goud bekroond. Daarnaast sloten Colón en Lavoe zich aan bij de supergroep Fania All-Stars.
Het succes eiste zijn tol en in 1974 stopte Colón met tournees om zich voorlopig op zijn productiewerkzaamheden te richten. In deze hoedanigheid bleef hij samenwerken met Lavoe aan wie hij doelbewust zijn band overdroeg. In 1975 brachten ze met gitarist Yomo Toro (1933-2012) The Good, The Bad, The Ugly uit; op deze overgangsplaat was Colón voor het eerst als zanger te horen en nam Rubén Blades, eveneens politiek bewust, het Braziliaans-getinte El Cazanguero voor zijn rekening.

### 1977-1982; samenwerking met Rubén Blades (en Celia Cruz)
Colón en Blades gingen een samenwerkingsverband aan dat vijf albums zou opleveren, te beginnen met Metiendo Mano! dat in 1977 werd uitgebracht. Tegelijkertijd verscheen Only They Could Have Made This Album, de eerste van drie duoplaten met 'salsakoningin' Celia Cruz. Beide platen werden  gepromoot met concerten waarbij Colón eerst Blades begeleidde en daarna Cruz. 
Op 7 september 1978 verscheen de opvolger van Metiendo Mano; Siembra, ook wel de Sgt. Pepper/White Album van de salsa genoemd, werd met drie miljoen verkochte exemplaren het grootste succes op Fania.        
De hits van dit album waren Plástico, (in 2004 gesampled door Gabriel Rios op zijn hit Broad Daylight), en Pedro Navaja dat gebaseerd was op Mack the Knife.
Na Siembra werkte Colón met Blades aan diens solodubbelaar Maestra Vida (1980) en met Cruz aan Celia y Willie (1981).        Tussendoor bracht hij zijn eerste (vocale) soloalbums uit waarop hij met een vroege vorm van salsa romántica experimenteerde en ook andere moderne invloeden omarmde. Solo (1979)  en Fantasmas (1981) brachten de respectievelijke hits Sin Poderte Hablar en Oh, Qué Será? voort. Beide nummers waren te horen tijdens de tournee die Colón en Blades ondernamen ter promotie van hun derde duoplaat Canciones del Solar de los Aburridos. 
In 1982 kwam er een einde aan de samenwerking tussen Colón en Blades; als afscheid maakten ze de soundtrack voor de film The Last Fight waarin ze beiden ook een rol hadden; Colón, die reeds zijn acteerdebuut had gemaakt in Vigilante, vertolkte de malafide impresario Joaquin Vargas die de zingende bokser Andy 'Kid' Clave (Blades) tot een gevecht tegen de wereldkampioen zwaargewicht dwong. De film kwam uit in 1983, maar werd geen succes; de soundtrack daarentegen zou pas later enige waardering oogsten.

### 1984-1989; nieuwe wegen
Een andere reden voor het floppen van The Last Flight was dat de hoogtijdagen van Fania voorbij waren. Colón volgde het voorbeeld van Blades en vertrok om elders nieuwe wegen in te slaan, zij het met minder succes. Hij tekende bij RCA waarop hij in 1984 Criollo uitbracht. 
In 1986 verscheen op Sonotone Contrabando waarvan het titelnummer een medley bestaande uit hits die Colón in zijn periode met Lavoe scoorde. Met de Engelstalige singles Set Fire To Me (top 20-hit in het Verenigd Koninkrijk) en She Don't Know I'm Alive haakte hij in op de dance-trends. Als acteur had hij een gastrol in de serie Miami Vice.
In 1987 keerde Colón terug bij Fania; hij produceerde het laatste studioalbum van Lavoe en voltooide zijn trilogie met Cruz. Onder licentie van zijn eigen productiemaatschappij bracht hij in 1989 het door hiphop beïnvloedde Top Secrets uit. De daarvan afkomstige single El gran varón, een taboedoorbrekend nummer over aids, homofobie en transfobie, bezorgde het noodlijdende Fania een laatste succes.

### 1990-1999; politieke carrière en meer samenwerkingen met Rubén Blades

Willie Colón en burgemeester David Dinkins tijdens de rellen in Washington Heights (1992).

Colón tekende een nieuw contract bij Sony en scoorde in 1993 met zijn versie van Idillo; daarnaast ontwikkelde hij zich op het politieke vlak. Zelfde verhaal met Blades die zich in 1994 kandidaat stelde voor de Panamese presidentsverkiezingen. In 1995 brachten ze weer samen een album uit; Tras La Tormenta werd opgenomen met diverse oudgedienden maar verschilde van de voorgangers doordat Colón ook enkele nummers voor zijn rekening nam en zijn partijen in een later stadium had ingezongen. 
In 1998 verscheen Demasiado Corazon, de soundtrack van de gelijknamige Mexicaanse soapserie waarin Colón een rol speelde. Datzelfde jaar ging hij samen met Blades op tournee waarbij ze op 20 juli een benefietconcert gaven in Venezuela.

### 2000-recent

Willie Colón in politieuniform

In 2006 verscheen de film El Cantante waarin Marc Anthony Hector Lavoe speelde; Colón, in de film gespeeld door John Ortiz, was teleurgesteld in het resultaat en sprak van een gemiste kans om te laten zien dat Lavoe meer was dan alleen een drugsverslaafde.
              
In 2008 verscheen El Malo II; Prisonieros del Mambo dat werd aangekondigd als zijn laatste salsa-cd. Op 8 oktober 2010 kwam Colón naar Nederland voor een concert.  In 2012 nam hij twee nummers op met de groep Fonseca waaronder een nieuwe versie van 'zijn' Idilio. Daarna volgden de cd Pregunta Por Ahi (2013) en de single Vida Mas Simple (2015). 
In 2016 ging Colón weer op tournee ter gelegenheid van zijn vijftigjarig jubileum. In 2017 lanceerde hij zijn autobiografie Barrio de Guapos (The Secret Life Of Willie Colón) en zijn platenlabel Willie Colón Presents.
In de zomer van 2018 kwam Colón naar Europa met zijn Rumba del Siglo-tournee; 12 juli gaf hij het eerste salsaconcert in de Parijse zaal Bataclan na de aanslagen van 2015. Een dag later stond Colón op het North Sea Jazz Festival; dit was zijn derde soloconcert in Nederland in 33 jaar tijd. Ruben Blades, met wie Colón na het 25-jarig jubileum van Siembra gebrouilleerd is geraakt, stond twee dagen later geprogrammeerd. Wegens groot succes kreeg de tournee een vervolg in 2019.
Op 20 april 2021 werden Colón en zijn vrouw Julia in het ziekenhuis opgenomen na een ongeluk met zijn kampeerauto.  Colón herstelde en begon vanaf februari 2022, zij het sporadisch, weer op te treden. 